# The Ultimate Fan Extras Collection
The Ultimate Fan Extras Collection es una caja recopilatoria de Michael Jackson. Fue lanzado el 24 de junio de 2013 en plataformas digitales por Epic Records. The Ultimate Fan Extras Collection contiene demos, canciones que antes eran canciones inéditas, canciones raras, colaboraciones y remezclas.

## Lista de canciones

### Off the Wall Extras
| N.º   | Título                                                     | Escritor(es)    | Productor(es)   | Duración |  |
| 1.    | «Don't Stop 'Til You Get Enough» (Original Demo from 1978) | Michael Jackson | Michael Jackson | 4:51     |  |
| 2.    | «Workin' Day and Night» (Original Demo from 1978)          | Michael Jackson | Michael Jackson | 4:20     |  |
| 3.    | «Rock with You» (Single Version)                           | Rod Temperton   | Quincy Jones    | 3:23     |  |
| 4.    | «Off the Wall» (Single Version)                            | Rod Temperton   | Quincy Jones    | 3:45     |  |
| 5.    | «She's Out of My Life» (Single Version)                    | Tom Bahler      | Quincy Jones    | 3:38     |  |
| 19:57 |                                                            |                 |                 |          |  |

### Thriller Extras
| N.º   | Título                                             | Escritor(es)                                                    | Productor(es)                           | Duración |  |
| 1.    | «Billie Jean» (Home Demo from 1981)                | Michael Jackson                                                 | Michael Jackson                         | 2:20     |  |
| 2.    | «Billie Jean» (Single Version)                     | Michael Jackson                                                 | Quincy Jones, Michael Jackson           | 4:54     |  |
| 3.    | «Billie Jean» (Long Version)                       | Michael Jackson                                                 | Quincy Jones, Michael Jackson           | 6:23     |  |
| 4.    | «Billie Jean» (Underground Mix)                    | Michael Jackson                                                 | Quincy Jones, Michael Jackson           | 6:41     |  |
| 5.    | «Beat It» (Single Version)                         | Michael Jackson                                                 | Quincy Jones, Michael Jackson           | 4:18     |  |
| 6.    | «Beat It 2008» (con Fergie)                        | Michael Jackson                                                 | Michael Jackson, will.i.am              | 4:11     |  |
| 7.    | «The Girl Is Mine 2008» (con will.i.am)            | Michael Jackson, William Adams, Keith Harris                    | Michael Jackson, will.i.am              | 3:12     |  |
| 8.    | «P.Y.T. (Pretty Young Thing) 2008» (con will.i.am) | Michael Jackson, Greg Phillinganes, William Adams, Keith Harris | Michael Jackson, will.i.am              | 4:21     |  |
| 9.    | «Wanna Be Startin' Somethin' 2008» (con Akon)      | Michael Jackson, Aliaune Thiam, Giorgio Tuinfort                | Michael Jackson, Akon, Giorgio Tuinfort | 4:13     |  |
| 10.   | «For All Time»                                     | Steve Porcaro, Michael Sherwood                                 | Michael Jackson                         | 4:01     |  |
| 11.   | «Got the Hots»                                     | Rod Temperton                                                   | Quincy Jones                            | 4:29     |  |
| 12.   | «Someone in the Dark»                              | Alan Bergman, Marilyn Bergman, Rod Temperton                    | Quincy Jones                            | 4:49     |  |
| 13.   | «Carousel» (Full Version)                          | Michael Sembello, Don Freeman                                   | Quincy Jones                            | 3:40     |  |
| 14.   | «Thriller» (Instrumental)                          | Rod Temperton                                                   | Quincy Jones                            | 5:58     |  |
| 63:30 |                                                    |                                                                 |                                         |          |  |

### Bad Extras
| N.º   | Título                                                                  | Escritor(es)                       | Productor(es)                  | Duración |  |
| 1.    | «Don't Be Messin' 'Round»                                               | Michael Jackson                    | Michael Jackson                | 4:17     |  |
| 2.    | «I'm So Blue»                                                           | Michael Jackson                    | Michael Jackson                | 4:06     |  |
| 3.    | «Song Groove (A/K/A Abortion Papers)»                                   | Michael Jackson                    | Michael Jackson                | 4:25     |  |
| 4.    | «Free»                                                                  | Michael Jackson                    | Michael Jackson                | 4:24     |  |
| 5.    | «Price of Fame»                                                         | Michael Jackson                    | Michael Jackson                | 4:33     |  |
| 6.    | «Al Capone»                                                             | Michael Jackson                    | Michael Jackson, Bill Bottrell | 3:33     |  |
| 7.    | «Streetwalker»                                                          | Michael Jackson                    | Michael Jackson, Bill Bottrell | 5:53     |  |
| 8.    | «Fly Away»                                                              | Michael Jackson                    | Michael Jackson, Bill Bottrell | 3:26     |  |
| 9.    | «I Just Can't Stop Loving You» (with Spoken Intro) (con Siedah Garrett) | Michael Jackson                    | Quincy Jones, Michael Jackson  | 4:23     |  |
| 10.   | «Todo Mi Amor Eres Tú» (con Siedah Garrett)                             | Michael Jackson, Rubén Blades      | Quincy Jones, Michael Jackson  | 4:09     |  |
| 11.   | «Je Ne Veux Pas la Fin de Nous» (con Siedah Garrett)                    | Michael Jackson, Christine Decroix | Quincy Jones, Michael Jackson  | 4:06     |  |
| 12.   | «Bad» (Remix de Afrojack con Pitbull - DJ Buddha Edit)                  | Michael Jackson, Armando Pérez     | Quincy Jones, Michael Jackson  | 4:25     |  |
| 13.   | «Speed Demon» (Remix de Nero)                                           | Michael Jackson                    | Quincy Jones, Michael Jackson  | 4:07     |  |
| 14.   | «Bad» (Remix de Afrojack - Club Mix)                                    | Michael Jackson                    | Quincy Jones, Michael Jackson  | 7:32     |  |
| 63:19 |                                                                         |                                    |                                |          |  |

### The Ultimate Collection Extras
| N.º    | Título                                                                               | Escritor(es)                                                                   | Productor(es)                                    | Duración |  |
| 1.     | «Ease on Down the Road» (con Diana Ross)                                             | Charlie Smalls                                                                 | Quincy Jones, Tom Bahler                         | 3:19     |  |
| 2.     | «You Can't Win»                                                                      | Charlie Smalls                                                                 | Quincy Jones                                     | 7:17     |  |
| 3.     | «Shake a Body» (Early Demo) (interpretado por The Jacksons)                          | Michael Jackson, Randy Jackson                                                 | The Jacksons                                     | 2:08     |  |
| 4.     | «Shake Your Body (Down to the Ground)» (Single Edit) (interpretado por The Jacksons) | Michael Jackson, Randy Jackson                                                 | The Jacksons                                     | 3:45     |  |
| 5.     | «P.Y.T. (Pretty Young Thing)» (Demo Version)                                         | Michael Jackson, Greg Phillinganes                                             | Michael Jackson                                  | 3:46     |  |
| 6.     | «Sunset Driver» (Demo)                                                               | Michael Jackson                                                                | Michael Jackson                                  | 4:03     |  |
| 7.     | «Scared of the Moon» (Demo)                                                          | Michael Jackson, Buz Kohan                                                     | Michael Jackson, Matt Forger                     | 4:41     |  |
| 8.     | «State of Shock» (interpretado por The Jacksons con Mick Jagger)                     | Michael Jackson, Randy Hansen                                                  | Michael Jackson                                  | 4:30     |  |
| 9.     | «We Are the World» (Demo)                                                            | Michael Jackson, Lionel Richie                                                 | Quincy Jones, Michael Omartian                   | 5:19     |  |
| 10.    | «We Are Here to Change the World»                                                    | Michael Jackson, John Barnes                                                   | Michael Jackson                                  | 2:53     |  |
| 11.    | «Cheater» (Demo)                                                                     | Michael Jackson, Greg Phillinganes                                             | Michael Jackson                                  | 5:09     |  |
| 12.    | «Monkey Business»                                                                    | Michael Jackson, Bill Bottrell                                                 | Michael Jackson, Bill Bottrell                   | 5:44     |  |
| 13.    | «Dangerous» (Early Version)                                                          | Michael Jackson, Bill Bottrell, Teddy Riley                                    | Michael Jackson, Teddy Riley                     | 6:40     |  |
| 14.    | «Who Is It» (IHS Mix)                                                                | Michael Jackson                                                                | Michael Jackson, Bill Bottrell                   | 7:57     |  |
| 15.    | «Someone Put Your Hand Out»                                                          | Michael Jackson, Teddy Riley                                                   | Michael Jackson, Teddy Riley, Bruce Swedien      | 5:25     |  |
| 16.    | «On the Line»                                                                        | Michael Jackson, Kenneth "Babyface" Edmonds                                    | Kenneth "Babyface" Edmonds                       | 4:53     |  |
| 17.    | «Fall Again» (Demo)                                                                  | Walter Afanasieff, Robin Thicke                                                | Walter Afanasieff, Robin Thicke, Michael Jackson | 4:22     |  |
| 18.    | «In the Back»                                                                        | Michael Jackson, Glen Ballard                                                  | Michael Jackson                                  | 4:31     |  |
| 19.    | «Beautiful Girl» (Demo)                                                              | Michael Jackson                                                                | Michael Jackson                                  | 4:03     |  |
| 20.    | «The Way You Love Me»                                                                | Michael Jackson                                                                | Michael Jackson                                  | 4:30     |  |
| 21.    | «We've Had Enough»                                                                   | Michael Jackson, Rodney Jerkins, LaShawn Daniels, Carole Bayer Sager           | Michael Jackson, Rodney Jerkins                  | 5:45     |  |
| 22.    | «You Rock My World» (Album Edit without Intro)                                       | Michael Jackson, Rodney Jerkins, Fred Jerkins III, LaShawn Daniels, Nora Payne | Michael Jackson, Rodney Jerkins                  | 5:06     |  |
| 23.    | «Enjoy Yourself» (interpretado por The Jacksons)                                     | Kenny Gamble, Leon Huff                                                        | Kenny Gamble, Leon Huff                          | 3:40     |  |
| 24.    | «Lovely One» (interpretado por The Jacksons)                                         | Michael Jackson, Randy Jackson                                                 | The Jacksons                                     | 4:50     |  |
| 25.    | «This Place Hotel» (a.k.a. "Heartbreak Hotel") (interpretado por The Jacksons)       | Michael Jackson                                                                | The Jacksons                                     | 5:44     |  |
| 120:00 |                                                                                      |                                                                                |                                                  |          |  |

### This Is It Extras
| N.º   | Título                               | Escritor(es)               | Productor(es)                                | Duración |  |
| 1.    | «This Is It»                         | Michael Jackson, Paul Anka | Michael Jackson, John McClain, Mervyn Warren | 3:36     |  |
| 2.    | «This Is It» (Orchestra Version)     | Michael Jackson, Paul Anka | Michael Jackson, John McClain, Mervyn Warren | 4:54     |  |
| 3.    | «She's Out of My Life» (Demo)        | Tom Bahler                 | Quincy Jones                                 | 3:19     |  |
| 4.    | «Beat It» (Demo)                     | Michael Jackson            | Michael Jackson                              | 2:03     |  |
| 5.    | «Wanna Be Startin' Somethin'» (Demo) | Michael Jackson            | Michael Jackson                              | 5:42     |  |
| 6.    | «Smooth Criminal» (Radio Edit)       | Michael Jackson            | Quincy Jones, Michael Jackson                | 4:17     |  |
| 7.    | «Planet Earth» (Poema)               | Michael Jackson            | Michael Jackson                              | 3:14     |  |
| 27:05 |                                      |                            |                                              |          |  |

### Michael
| Edición actual (en la colección desde 2022) |                                                     |                                                                     |                                                        |          |  |
| N.º                                         | Título                                              | Escritor(es)                                                        | Productor(es)                                          | Duración |  |
| 1.                                          | «Hold My Hand» (con Akon)                           | Aliaune Thiam, Giorgio Tuinfort, Claude Kelly                       | Akon, Giorgio Tuinfort, Michael Jackson                | 3:31     |  |
| 2.                                          | «Hollywood Tonight»                                 | Michael Jackson, Brad Buxer, Teddy Riley (letras de puente hablado) | Michael Jackson, Teddy Riley, Theron "Neff-U" Feemster | 4:29     |  |
| 3.                                          | «(I Like) The Way You Love Me»                      | Michael Jackson                                                     | Michael Jackson, Theron "Neff-U" Feemster              | 4:34     |  |
| 4.                                          | «Best of Joy»                                       | Michael Jackson                                                     | Michael Jackson, Theron "Neff-U" Feemster, Brad Buxer  | 3:02     |  |
| 5.                                          | «(I Can't Make It) Another Day» (con Lenny Kravitz) | Lenny Kravitz                                                       | Lenny Kravitz, Michael Jackson                         | 3:54     |  |
| 6.                                          | «Behind the Mask»                                   | Michael Jackson, Chris Mosdell, Ryuichi Sakamoto                    | Michael Jackson, John McClain                          | 5:02     |  |
| 7.                                          | «Much Too Soon»                                     | Michael Jackson                                                     | Michael Jackson, John McClain                          | 2:48     |  |
| 27:20                                       |                                                     |                                                                     |                                                        |          |  |

| Edición 2010 (edición con tres canciones falsas) (en la colección de 2013-2022) |                                                     |                                                                     |                                                         |          |  |
| N.º                                                                             | Título                                              | Escritor(es)                                                        | Productor(es)                                           | Duración |  |
| 1.                                                                              | «Hold My Hand» (con Akon)                           | Aliaune Thiam, Giorgio Tuinfort, Claude Kelly                       | Akon, Giorgio Tuinfort, Michael Jackson                 | 3:31     |  |
| 2.                                                                              | «Hollywood Tonight»                                 | Michael Jackson, Brad Buxer, Teddy Riley (letras de puente hablado) | Michael Jackson, Teddy Riley, Theron "Neff-U" Feemster  | 4:29     |  |
| 3.                                                                              | «Keep Your Head Up» (canción inauténtica)           | Eddie Cascio, James Porte                                           | Christopher "Tricky" Stewart, Eddie "Angelikson" Cascio | 4:49     |  |
| 4.                                                                              | «(I Like) The Way You Love Me»                      | Michael Jackson                                                     | Michael Jackson, Theron "Neff-U" Feemster               | 4:34     |  |
| 5.                                                                              | «Monster» (con 50 Cent) (canción inauténtica)       | Eddie Cascio, James Porte, Curtis "50 Cent" Jackson (letras de rap) | Teddy Riley, Eddie "Angelikson" Cascio                  | 5:04     |  |
| 6.                                                                              | «Best of Joy»                                       | Michael Jackson                                                     | Michael Jackson, Theron "Neff-U" Feemster, Brad Buxer   | 3:02     |  |
| 7.                                                                              | «Breaking News» (canción inauténtica)               | Eddie Cascio, James Porte                                           | Teddy Riley, Eddie "Angelikson" Cascio                  | 4:14     |  |
| 8.                                                                              | «(I Can't Make It) Another Day» (con Lenny Kravitz) | Lenny Kravitz                                                       | Lenny Kravitz, Michael Jackson                          | 3:54     |  |
| 9.                                                                              | «Behind the Mask»                                   | Michael Jackson, Chris Mosdell, Ryuichi Sakamoto                    | Michael Jackson, John McClain                           | 5:02     |  |
| 10.                                                                             | «Much Too Soon»                                     | Michael Jackson                                                     | Michael Jackson, John McClain                           | 2:48     |  |
| 41:27                                                                           |                                                     |                                                                     |                                                         |          |  |

### Immortal
| N.º    | Título | Artista(s) adicional(s)   | Duración |  |
| 1.     | «Workin' Day and Night (Immortal Version)»                                                                       |                           | 3:36     |  |
| 2.     | «The Immortal Intro (Immortal Version)»                                                                          | Jackson 5; Janet Jackson  | 3:07     |  |
| 3.     | «Childhood (Immortal Version)»                                                                                   |                           | 4:36     |  |
| 4.     | «Wanna Be Startin' Somethin' (Immortal Version)»                                                                 |                           | 3:08     |  |
| 5.     | «Shake Your Body (Down to the Ground) (Immortal Version)»                                                        | The Jacksons              | 2:28     |  |
| 6.     | «Dancing Machine/Blame It on the Boogie (Immortal Version)»                                                      | The Jacksons              | 4:05     |  |
| 7.     | «Ben (Immortal Version)»                                                                                         |                           | 3:44     |  |
| 8.     | «This Place Hotel (Immortal Version)»                                                                            | The Jacksons              | 2:09     |  |
| 9.     | «Smooth Criminal (Immortal Version)»                                                                             |                           | 2:00     |  |
| 10.    | «Dangerous (Immortal Version)»                                                                                   |                           | 2:42     |  |
| 11.    | «The Mime Segment: (I Like) The Way You Love Me/Speed Demon/Another Part of Me (Immortal Version)»               |                           | 2:52     |  |
| 12.    | «The Jackson 5 Medley: I Want You Back/ABC/The Love You Save (Immortal Version)»                                 | Jackson 5                 | 3:46     |  |
| 13.    | «Speechless/Human Nature (Immortal Version)»                                                                     |                           | 3:20     |  |
| 14.    | «Is It Scary/Threatened (Immortal Version)»                                                                      | Rockwell; 50 Cent         | 5:04     |  |
| 15.    | «Thriller (Immortal Version)»                                                                                    |                           | 3:35     |  |
| 16.    | «You Are Not Alone/I Just Can't Stop Loving You (Immortal Version)»                                              | Siedah Garrett            | 6:08     |  |
| 17.    | «Beat It/State of Shock (Immortal Version)»                                                                      | The Jacksons; Mick Jagger | 3:09     |  |
| 18.    | «Jam (Immortal Version)»                                                                                         | Heavy D                   | 2:38     |  |
| 19.    | «Planet Earth/Earth Song (Immortal Version)»                                                                     |                           | 4:01     |  |
| 20.    | «Scream/Little Susie (Immortal Version)»                                                                         | Janet Jackson             | 4:45     |  |
| 21.    | «Gone Too Soon (Immortal Version)»                                                                               |                           | 3:24     |  |
| 22.    | «They Don't Care About Us (Immortal Version)»                                                                    |                           | 3:36     |  |
| 23.    | «Will You Be There (Immortal Version)»                                                                           |                           | 4:56     |  |
| 24.    | «I'll Be There (Immortal Version)»                                                                               | Jackson 5                 | 1:50     |  |
| 25.    | «Immortal Megamix: Can You Feel It/Don't Stop 'Til You Get Enough/Billie Jean/Black or White (Immortal Version)» | The Jacksons              | 9:09     |  |
| 26.    | «Man in the Mirror (Immortal Version)»                                                                           |                           | 4:15     |  |
| 27.    | «Remember the Time/Bad (Immortal Version)»                                                                       |                           | 4:36     |  |
| 102:39 | |                           |          |  |

### Remixes, Rarities & Gems
| N.º    | Título | Escritor(es)                                                                                | Productor(es)                                                                       | Duración |  |
| 1.     | «Can You Feel It» (interpretado por The Jacksons) | Michael Jackson, Jackie Jackson                                                             | The Jacksons, Greg Phillinganes                                                     | 5:58     |  |
| 2.     | «Don't Stop 'Til You Get Enough» (Live from the 1981 Triumph Tour) (con The Jacksons)                                                                   | Michael Jackson                                                                             | The Jacksons                                                                        | 4:23     |  |
| 3.     | «Don't Stop 'Til You Get Enough» (Roger's Underground Solution Mix)                                                                                     | Michael Jackson                                                                             | Quincy Jones, Michael Jackson                                                       | 6:19     |  |
| 4.     | «Rock with You» (Frankie Knuckles Radio Mix) | Rod Temperton                                                                               | Quincy Jones                                                                        | 3:49     |  |
| 5.     | «Rock with You» (Frankie's Favorite Club Mix) | Rod Temperton                                                                               | Quincy Jones                                                                        | 7:37     |  |
| 6.     | «Rock with You» (Masters at Work Remix) | Rod Temperton                                                                               | Quincy Jones                                                                        | 5:31     |  |
| 7.     | «Rock with You» (Live from the 1981 Triumph Tour) (con The Jacksons)                                                                                    | Rod Temperton                                                                               | The Jacksons                                                                        | 3:58     |  |
| 8.     | «Off the Wall» (Live from the 1981 Triumph Tour) (con The Jacksons)                                                                                     | Rod Temperton                                                                               | The Jacksons                                                                        | 4:02     |  |
| 9.     | «She's Out of My Life» (Live from the 1981 Triumph Tour) (con The Jacksons)                                                                             | Tom Bahler                                                                                  | The Jacksons                                                                        | 4:47     |  |
| 10.    | «Workin' Day and Night» (Live from the 1981 Triumph Tour) (con The Jacksons)                                                                            | Michael Jackson                                                                             | The Jacksons                                                                        | 6:53     |  |
| 11.    | «Can't Get Outta the Rain» | Michael Jackson, Quincy Jones                                                               | Quincy Jones, Michael Jackson                                                       | 4:05     |  |
| 12.    | «Say Say Say» (con Paul McCartney) | Michael Jackson, Paul McCartney                                                             | George Martin                                                                       | 3:54     |  |
| 13.    | «Beat It» (Moby's Sub Mix) | Michael Jackson                                                                             | Quincy Jones, Michael Jackson                                                       | 6:11     |  |
| 14.    | «Wanna Be Startin' Somethin'» (Brothers in Rhythm House Mix)                                                                                            | Michael Jackson                                                                             | Quincy Jones, Michael Jackson                                                       | 7:35     |  |
| 15.    | «Wanna Be Startin' Somethin'» (Instrumental) | Michael Jackson                                                                             | Quincy Jones, Michael Jackson                                                       | 4:17     |  |
| 16.    | «Thriller Megamix» (Billie Jean/Thriller/Wanna Be Startin' Somethin'/P.Y.T. (Pretty Young Thing)/Beat It)                                               | Michael Jackson, Rod Temperton, James Ingram, Quincy Jones                                  | Quincy Jones, Michael Jackson                                                       | 9:13     |  |
| 17.    | «Bad» (Dance Extended Mix includes 'False Fade') | Michael Jackson                                                                             | Quincy Jones, Michael Jackson                                                       | 8:23     |  |
| 18.    | «The Way You Make Me Feel» (Dance Extended Mix) | Michael Jackson                                                                             | Quincy Jones, Michael Jackson                                                       | 7:52     |  |
| 19.    | «The Way You Make Me Feel» (Instrumental) | Michael Jackson                                                                             | Quincy Jones, Michael Jackson                                                       | 4:25     |  |
| 20.    | «Man in the Mirror» (Instrumental) | Siedah Garrett, Glen Ballard                                                                | Quincy Jones, Michael Jackson                                                       | 5:05     |  |
| 21.    | «Dirty Diana» (Instrumental) | Michael Jackson                                                                             | Quincy Jones, Michael Jackson                                                       | 4:40     |  |
| 22.    | «Another Part of Me» (Extended Dance Mix) | Michael Jackson                                                                             | Quincy Jones, Michael Jackson                                                       | 6:17     |  |
| 23.    | «Another Part of Me» (Instrumental) | Michael Jackson                                                                             | Quincy Jones, Michael Jackson                                                       | 3:46     |  |
| 24.    | «Smooth Criminal» (Dance Radio Edit) | Michael Jackson                                                                             | Quincy Jones, Michael Jackson                                                       | 5:21     |  |
| 25.    | «Smooth Criminal» (Extended Dance Mix) | Michael Jackson                                                                             | Quincy Jones, Michael Jackson                                                       | 7:47     |  |
| 26.    | «Smooth Criminal» (Instrumental) | Michael Jackson                                                                             | Quincy Jones, Michael Jackson                                                       | 4:11     |  |
| 27.    | «Liberian Girl» (UK Edit) | Michael Jackson                                                                             | Quincy Jones, Michael Jackson                                                       | 3:40     |  |
| 28.    | «Black or White» (The Clivilles & Cole Radio Mix) | Michael Jackson, Bill Bottrell                                                              | Michael Jackson, Bill Bottrell                                                      | 3:34     |  |
| 29.    | «Black or White» (The Clivilles & Cole House/Club Mix)                                                                                                  | Michael Jackson, Bill Bottrell                                                              | Michael Jackson, Bill Bottrell                                                      | 7:34     |  |
| 30.    | «Black or White» (House with Guitar Radio Mix) | Michael Jackson, Bill Bottrell                                                              | Michael Jackson, Bill Bottrell                                                      | 3:50     |  |
| 31.    | «Black or White» (The Underground Club Mix) | Michael Jackson, Bill Bottrell                                                              | Michael Jackson, Bill Bottrell                                                      | 7:27     |  |
| 32.    | «Black or White» (Instrumental) | Michael Jackson, Bill Bottrell                                                              | Michael Jackson, Bill Bottrell                                                      | 3:21     |  |
| 33.    | «Remember the Time» (New Jack Radio Mix) | Michael Jackson, Teddy Riley, Bernard Belle                                                 | Michael Jackson, Teddy Riley                                                        | 4:00     |  |
| 34.    | «Remember the Time» (Silky Soul 7") | Michael Jackson, Teddy Riley, Bernard Belle                                                 | Michael Jackson, Teddy Riley                                                        | 4:20     |  |
| 35.    | «Remember the Time» (12" Main Mix) | Michael Jackson, Teddy Riley, Bernard Belle                                                 | Michael Jackson, Teddy Riley                                                        | 4:47     |  |
| 36.    | «Remember the Time» (Maurice's Underground) | Michael Jackson, Teddy Riley, Bernard Belle                                                 | Michael Jackson, Teddy Riley                                                        | 7:30     |  |
| 37.    | «Remember the Time» (E-Smoove's Late Nite Mix) | Michael Jackson, Teddy Riley, Bernard Belle                                                 | Michael Jackson, Teddy Riley                                                        | 7:20     |  |
| 38.    | «In the Closet» (Radio Edit) | Michael Jackson, Teddy Riley                                                                | Michael Jackson, Teddy Riley                                                        | 4:35     |  |
| 39.    | «In the Closet» (The Underground Mix) | Michael Jackson, Teddy Riley                                                                | Michael Jackson, Teddy Riley                                                        | 5:36     |  |
| 40.    | «Jam» (Silky 12" Mix) | Michael Jackson, René Moore, Bruce Swedien, Teddy Riley                                     | Michael Jackson, Teddy Riley, Bruce Swedien                                         | 6:26     |  |
| 41.    | «Dangerous» (Roger's Dangerous Edit) | Michael Jackson, Bill Bottrell, Teddy Riley                                                 | Michael Jackson, Teddy Riley                                                        | 4:41     |  |
| 42.    | «Who Is It» (Brothers in Rhythm House Mix) | Michael Jackson                                                                             | Michael Jackson, Bill Bottrell                                                      | 7:10     |  |
| 43.    | «Will You Be There» (Instrumental) | Michael Jackson                                                                             | Michael Jackson, Bruce Swedien                                                      | 3:39     |  |
| 44.    | «Gone Too Soon» (Instrumental) | Larry Grossman, Buz Kohan                                                                   | Michael Jackson, Bruce Swedien                                                      | 3:22     |  |
| 45.    | «Scream Louder» (Flyte Tyme Remix) (con Janet Jackson)                                                                                                  | Michael Jackson, Janet Jackson, James Harris III, Terry Lewis                               | Michael Jackson, Janet Jackson, Jimmy Jam, Terry Lewis                              | 5:27     |  |
| 46.    | «Scream» (Classic Club Mix) (con Janet Jackson) | Michael Jackson, Janet Jackson, James Harris III, Terry Lewis                               | Michael Jackson, Janet Jackson, Jimmy Jam, Terry Lewis                              | 9:03     |  |
| 47.    | «Earth Song» (Radio Edit) | Michael Jackson                                                                             | Michael Jackson, David Foster, Bill Bottrell                                        | 5:02     |  |
| 48.    | «Earth Song» (Hani's Extended Radio Experience) | Michael Jackson                                                                             | Michael Jackson, David Foster, Bill Bottrell                                        | 7:55     |  |
| 49.    | «They Don't Care About Us» (Love to Infinity's Walk in the Park Mix)                                                                                    | Michael Jackson                                                                             | Michael Jackson                                                                     | 7:19     |  |
| 50.    | «Stranger in Moscow» (Tee's Radio Mix) | Michael Jackson                                                                             | Michael Jackson                                                                     | 4:23     |  |
| 51.    | «Smile» (Short Version) | Charlie Chaplin, John Turner, Geoffrey Parsons                                              | Michael Jackson, David Foster                                                       | 4:10     |  |
| 52.    | «Is It Scary» (Radio Edit) | Michael Jackson, James Harris III, Terry Lewis                                              | Michael Jackson, Jimmy Jam, Terry Lewis                                             | 4:12     |  |
| 53.    | «Is It Scary» (Deep Dish Dark and Scary Radio Edit) | Michael Jackson, James Harris III, Terry Lewis                                              | Michael Jackson, Jimmy Jam, Terry Lewis                                             | 4:41     |  |
| 54.    | «Shout» | Michael Jackson, Teddy Riley, Claues Forbes, Roy Hamilton, Samuel Hoskins, Carmen Lampson   | Michael Jackson, Teddy Riley                                                        | 4:16     |  |
| 55.    | «One More Chance» | R. Kelly                                                                                    | Michael Jackson, R. Kelly                                                           | 3:50     |  |
| 56.    | «One More Chance» (Metro Remix) | R. Kelly                                                                                    | Michael Jackson, R. Kelly                                                           | 3:44     |  |
| 57.    | «One More Chance» (Paul Oakenfold Mix) | R. Kelly                                                                                    | Michael Jackson, R. Kelly                                                           | 3:47     |  |
| 58.    | «One More Chance» (Paul Oakenfold Urban Mix) | R. Kelly                                                                                    | Michael Jackson, R. Kelly                                                           | 3:32     |  |
| 59.    | «One More Chance» (Ron G Club Remix) | R. Kelly                                                                                    | Michael Jackson, R. Kelly                                                           | 3:53     |  |
| 60.    | «Michael Jackson DMC Megamix» (Billie Jean/Bad/Rock with You/Thriller/Don't Stop 'Til You Get Enough/Black or White/Scream/Wanna Be Startin' Somethin') | Michael Jackson, Rod Temperton, Bill Bottrell, Janet Jackson, James Harris III, Terry Lewis | Michael Jackson, Quincy Jones, Bill Bottrell, Janet Jackson, Jimmy Jam, Terry Lewis | 11:17    |  |
| 325:42 | |                                                                                             |                                                                                     |          |  |